# Xenofagie
Xenofagie (van het Grieks: xenos, "vreemd" en fagein, "eten") en allotrofie (van het Grieks: alloi, "ander" en trophein, "voedingsstof") zijn grote veranderingen in vastgestelde patronen van biologische consumptie, door individuen of groepen. 
- In de entomologie is xenofagie een categorische verandering in de voeding, zoals een herbivoor die vleesetend wordt of een roofdier dat necrofagisch wordt, of een omkering van dergelijke veranderingen.[1] Allotrofie is een minder extreme verandering in het voedingspatroon, zoals in het geval van het lieveheersbeestje met zeven vlekken dat een voedingspatroon van bladluizen soms bijvult met stuifmeel.[2] Er zijn verschillende duidelijke gevallen van allotrofie bij de Israëlische Longitarsus-kevers.[3]
- In de microbiologie is xenofagie het proces waarbij een cel autofagie richt op pathogenen, zoals gedocumenteerd in de studie van antivirale afweer.[4] Cellulaire xenofagie is een aangeboren onderdeel van afweerreacties,[5] hoewel het algemene belang van xenofagie nog niet zeker is.[6][7][8]
- In de ecologie komt allotrofie ook tot uiting in eutrofiëring, aangezien het een verandering is in de voedingsbron, zoals een aquatisch ecosysteem[9][10][11] dat nieuwe voedingsstoffen begint te ontvangen door drainage van het omringende land.[12]